# Château de la Ferté (Saint-Denis-de-Gastines)
Le Château de la Ferté est un château français situé à Saint-Denis-de-Gastines, dans le département de la Mayenne et la région des Pays de la Loire. C'est un château du (XIXe siècle, construit par la famille du Boislouveau.

## Histoire
C'est un château cantonné de pavillons saillants. 

## Sources et bibliographie
- « Château de la Ferté (Saint-Denis-de-Gastines) », dans Alphonse-Victor Angot et Ferdinand Gaugain, Dictionnaire historique, topographique et biographique de la Mayenne, Laval, A. Goupil, 1900-1910 [détail des éditions] (BNF 34106789, présentation en ligne)